# (10115) 1992 SK
1992 أس كي (ويعرف أيضًا باسم (10115) 1992 أس كي وفق تسمية الكوكب الصغير) (بالإنجليزية: 1992 SK)‏ هو كويكب ضمن حزام الكويكبات؛ وترتيبه 10115 من حيث الاكتشاف.
اكتُشف هذا الجُرم الفلكي بواسطة اليانور إف. هيلين في 24 سبتمبر 1992.

## وصلات خارجية
- (10115) 1992 SK في قاعدة بيانات مختبر الدفع النفاث لأجرام النظام الشمسي الصغيرة

- الاكتشاف · مخطط المدار ·  العناصر المدارية · المعلمات المادية

- (10115) 1992 SK على موقع ويكي سكاي: DSS2, SDSS, GALEX, IRAS, Hydrogen α, X-Ray, Astrophoto, Sky Map, Articles and images